# Pamięć rtęciowa

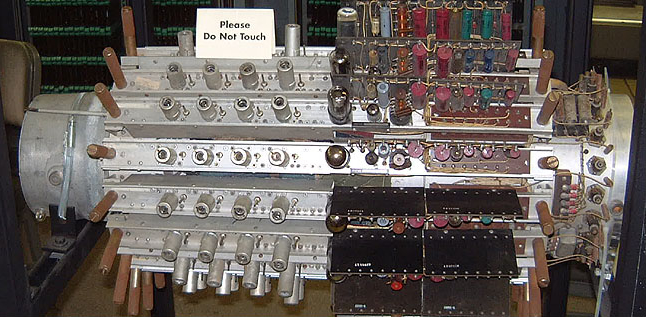
Pamięć rtęciowa komputera UNIVAC-I z 1951 r.

Pamięć rtęciowa – rodzaj pamięci operacyjnej, wczesna odmiana pamięci na akustycznych liniach opóźniających.
Pamięci o pojemności jednego słowa stosowano jako rejestry w komputerach szeregowych.
Jest to cykliczna pamięć dynamiczna o nieniszczącym odczycie.

## Zasada działania
Działanie pamięci rtęciowej opiera się na fakcie, że prędkość rozchodzenia się każdej fali akustycznej (także ultradźwięków) przez rtęć, wynosząca ok. 1407 m/s jest znacznie mniejsza od szybkości rozchodzenia się fal elektromagnetycznych i impulsów elektrycznych, co znakomicie nadawało się do budowy linii opóźniających.
Z informatycznego punktu widzenia był to rejestr przesuwający, inaczej kolejka (FIFO) z krążącą ze stałą prędkością informacją.

## Konstrukcja

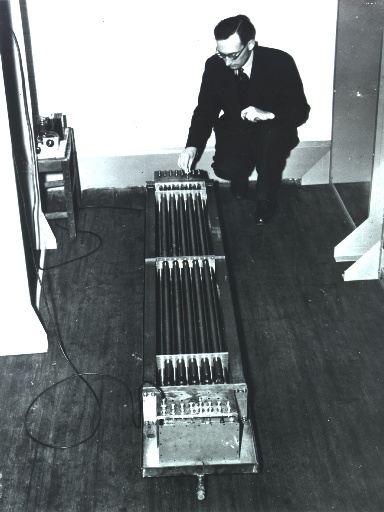
Rury pamięci rtęciowej komputera EDSAC z 1949 r.

Pamięć tego typu skonstruowana była jako zbiór stalowych rur o średnicy 1–2 cm i długości ok. metra wypełnionych rtęcią. Po jednej stronie każdej z rur znajdował się przetwornik elektroakustyczny – generator ultradźwięków, a po drugiej – drugi przetwornik, odbiornik. Przetworniki pracowały na swojej częstotliwości rezonansowej 5–30 MHz modulowanej impulsami o długości około 1 µs.
Impulsy elektryczne zmieniane były w głowicy nadawczej w ultradźwięki, które po drugiej stronie rury przetwarzane były z powrotem na impulsy elektryczne, które ponownie uruchamiały nadajnik ultradźwięków. Uzyskane w ten sposób opóźnienie umożliwiało zapamiętanie tylu sekwencji bitów, ile rur było zastosowanych. Innymi słowy poszczególne bity pamięci przechowywane były w pojedynczych rurach z rtęcią w postaci jednego zaburzenia fali akustycznej w cieczy (rtęci).
W jednej rurze „mieściło się” więcej niż jedno zaburzenie, w trakcie przemieszczania się fali głowica nadawcza generowała kolejne impulsy, tak że pamięć ta osiągała pojemność do 1024 bitów przypadających na jedną rurę.
Pojemność jednej rury ograniczały kłopoty z synchronizacją prędkości dźwięku z częstotliwością zegara i różnice czasu propagacji dźwięku w poszczególnych rurach.

## Eksploatacja
Zastosowanie rtęci – płynnej, mało wygodnej w użyciu i ciężkiej – podyktowane było faktem, że impedancja akustyczna na styku rtęci z piezoelektrycznymi głowicami – przetwornikami elektroakustycznymi jest bardzo mała, co minimalizuje straty energii. Mimo to i tak w czasie pracy pamięci te – w wyniku wspomnianych strat – nagrzewały się do ponad 40 °C (celowo utrzymywano je w tej temperaturze, aby możliwie zbliżyć impedancje akustyczne rtęci i przetwornika piezoelektrycznego, co minimalizuje osłabienie sygnału). Np. pamięć komputera XYZ najlepiej pracowała w pomieszczeniu o temperaturze 30 °C.
Pamięci były tanie i łatwe w produkcji, ale kłopotliwe w eksploatacji – wymagały stałej temperatury i były wrażliwe na wstrząsy. Ciągły odczyt i zapis powodował ponadto powstawanie błędów, a uszkodzenia mechaniczne (nieszczelności) – groziły zatruciem oparami rtęci, zwłaszcza zważywszy na nagrzewanie się urządzenia. Wydzielanie ciepła dodatkowo utrudniało pracę współpracujących z rurami lampowych układów elektronicznych, których lampy wydzielały również ogromne ilości ciepła.
Pamięci tego rodzaju stosowane były we wczesnych konstrukcjach maszyn liczących w latach pięćdziesiątych XX w., np. w maszynie UNIVAC-I z 1951, w polskiej maszynie XYZ z 1958 i niedokończonej EMAL z 1953 r.
Jej tańszym następnikiem jest pamięć magnetostrykcyjna stosowana np. w komputerach ZAM-2. W dalszym rozwoju komputerów pamięci na liniach opóźniających zostały zastąpione pamięciami ferrytowymi, aż wreszcie – półprzewodnikowymi.

## Przykładowe dane (pamięć komputeraEMAL)
- częstotliwość: 750 kHz
- pojemność: 512 słów 39 bitowych
- pojemność jednej rury: 624 bity
- liczba rur: 32